# Mireia Badia i Camprubí
Mireia Badia i Camprubí   (Manresa, 4 de maig de 1996) és una antiga pilot d'enduro catalana de renom internacional. Al llarg de la seva carrera va guanyar un campionat del món d'enduro femení (2024) i nou campionats d'Espanya (2016-2024). A començaments del 2025 es va retirar de les competicions, tot i que continuà vinculada al seu equip, Rieju, com a membre del departament de competició.
Nascuda a Manresa, Mireia Badia viu de fa anys a Roda de Ter, Osona.

## Carrera esportiva
Mireia Badia va començar a anar en moto a set anys i a competir cap als deu. Del 2007 al 2011 va guanyar sis campionats de Catalunya d'enduro d'iniciació.
El 2015, a divuit anys, va guanyar el Campionat de Catalunya d'enduro femení i va debutar al d'Espanya, on ja aquell primer any en fou subcampiona per darrere d'Humildad Palau. El 2016 en va guanyar el seu primer títol i des d'aleshores l'anà revalidant anualment fins al 2024, el seu darrer any en actiu. Va aconseguir els primers èxits amb Husqvarna i després amb Beta i Gas Gas, fins que el 2022 va entrar a l'equip oficial de Rieju.
Badia va obtenir també nombrosos èxits a escala internacional. Fou tres vegades seguides subcampiona del món (una ratxa que només va interrompre una fractura de radi i cúbit el 2023) i se'n proclamà campiona el 2024, esdevenint la segona catalana a guanyar el títol després de Laia Sanz. Participà als Sis Dies Internacionals d'Enduro integrant la selecció estatal en nombroses edicions, al llarg de les quals els millors resultats de l'equip van ser un segon lloc final (2016) i tres de tercers (2018, 2021 i 2022). El 2023 formà part de l'equip femení de la Federació Catalana de Motociclisme que va guanyar el Trofeu FIM d'Enduro Vintage, celebrat a la Cerdanya, on Badia pilotà una Bultaco Frontera 370 de la classe B4 (reservada a motos produïdes de 1976 a 1979).
A ran dels seus èxits, Mireia Badia ha estat diverses vegades finalista de la categoria absoluta a la Nit de l'Esportista de Manresa, com a un dels referents de l'esport femení de la ciutat.

### Retirada
A finals de gener del 2025, Badia va anunciar que es retirava de les competicions. El motiu principal que va adduir va ser el de la forta despesa econòmica que representa seguir tota la temporada internacional de curses.

## Palmarès
- 1 Campionat del món d'enduro femení (2024)
- 1 Trofeu FIM d'Enduro Vintage (EVT) femení (2023)
- 9 Campionats d'Espanya d'enduro femení (2016-2024)
- 7 Campionats de Catalunya:[1]
  - 3 Endurets Fèmines (2007, 2009-2010)
  - 2 Endurades Fèmines (2009-2010)
  - 1 Resistència Terra RS2 júnior (2011)
  - 1 Enduro Fèmines (2015)

### Resultats per any
Font:
| Any   | Motocicleta | C. d'Espanya | Enduro Women |
| ----- | ----------- | ------------ | ------------ |
| 2015  | Husqvarna   | 2a           | -            |
| 2016  | Husqvarna   | 1a           | 6a           |
| 2017  | Husqvarna   | 1a           | 6a           |
| 2018  | Husqvarna   | 1a           | 3a           |
| 2019  | Beta        | 1a           | 3a           |
| 2020  | Husqvarna   | 1a           | 2a           |
| 2021  | Gas Gas     | 1a           | 2a           |
| 2022  | Rieju       | 1a           | 2a           |
| 2023  | Rieju       | 1a           | 7a           |
| 2024  | Rieju       | 1a           | 1a           |
| Total | Total       | 9            | 1            |